# Parque nacional Bahía Bowling Green

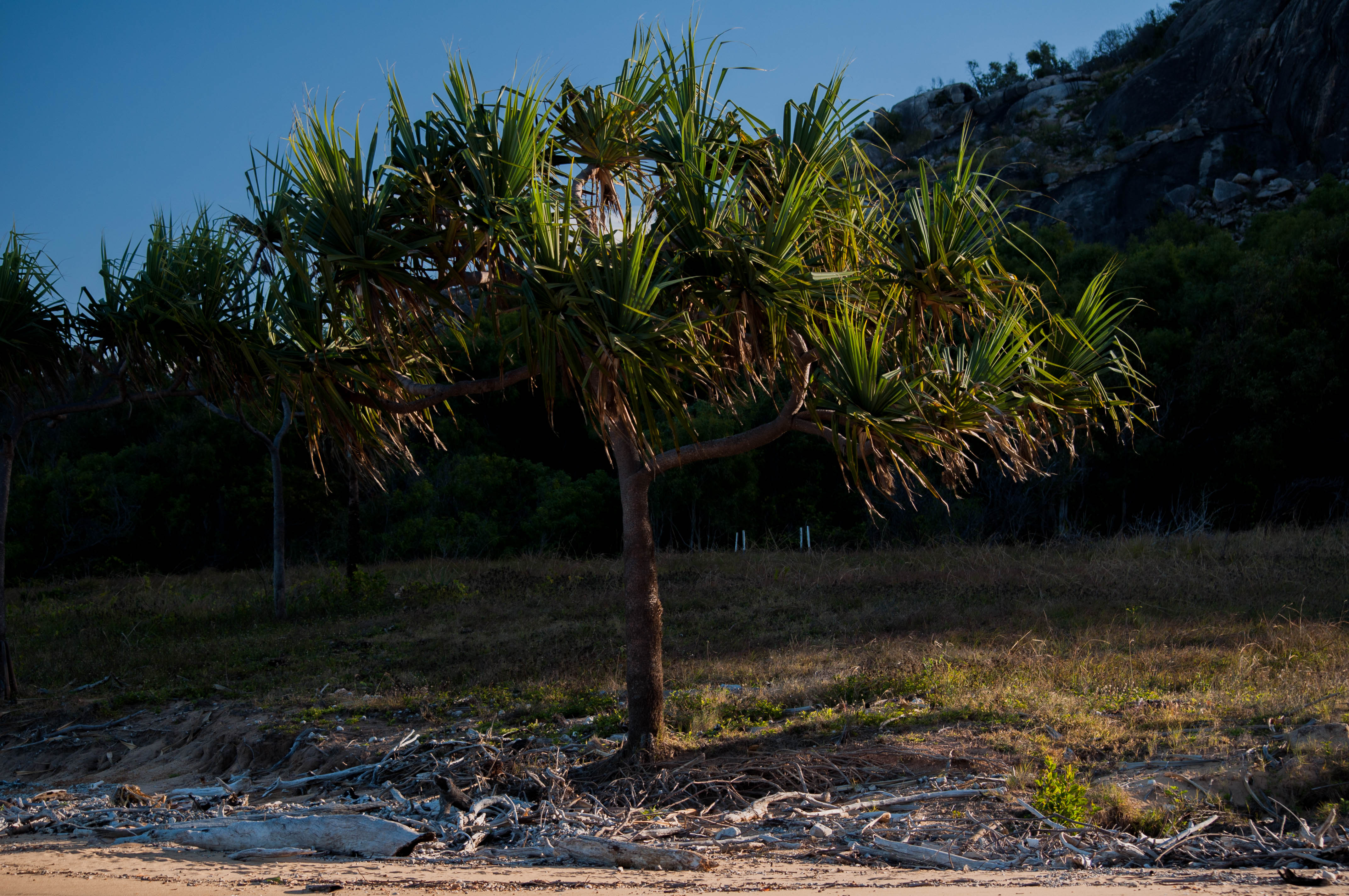
Parque Nacional Bahía Bowling Green.

Bahía Bowling Green es un parque nacional en Queensland (Australia), ubicado a 1103 km al noroeste de Brisbane.

## Datos
- Área: 554 km²
- Coordenadas: 19°12′48″S 147°02′02″E / -19.21333, 147.03389
- Fecha de Creación: 1977
- Administración: Servicio para la Vida Salvaje de Queensland
- Categoría IUCN: II

Véase también:
- Zonas protegidas de Queensland

- Datos: Q895450
- Multimedia: Bowling Green Bay National Park / Q895450